# Llallawavis
Llallawavis (il cui nome significa "magnifico uccello di Scaglia") è un genere estinto di uccello predatore della famiglia dei phorusrhacidae, vissuto nel Pliocene circa 3,5 milioni di anni fa, in quella che oggi è l'Argentina. Il suo è il fossile di phorusrhacidae o "uccelli del terrore" più completo ritrovato finora.

## Descrizione
Il Llallawavis era un uccello di piccole-medie dimensioni che vagava nelle praterie dell'Argentina del Pliocene, predando qualunque animale fosse più piccolo di lui con il suo enorme becco dalla punta uncinata. Un'analisi del teschio dell'animale indica che le ossa del cranio erano fuse tra di loro, per gli studiosi questo è un adattamento dell'animale a sopportare forti urti nella caccia usando il grosso becco come un'ascia per ferire mortalmente la preda. Una scansione TC sull'orecchio interno indica che questo animale poteva percepire frequenze tra i 380 e i 4230 hertz. Nonostante l'aspetto minaccioso, questo uccello aveva dimensioni contenute per la sua famiglia essendo alto circa 1,30 metri e pesante solo 40 kg.

## Storia della scoperta
Il fossile di questo animale è stato ritrovato nel 2010, scoperto e descritto dal paleontologo Degrange et al. nelle formazioni rocciose che sovrastano la spiaggia di La Estafeta, in Argentina.
L'olotipo è composto da uno scheletro quasi completo e da un cranio completo, composta da un osso palatale completo, la trachea, la cassa vocale e gli anelli sclerali.

## Classificazione
Il Llallawavis fa parte della famiglia dei phorusrhacidae o "uccelli del terrore", uccelli incapaci di volare dotati di lunghe zampe da corridori dotate di temibili artigli e un grosso becco appuntito con cui uccidevano le loro prede. Llallawavis è stato accostato al genere Mesembriornis, nella sottofamiglia dei Mesembriornithinae, a causa di alcuni tratti comuni.
Di seguito è riportato un cladogramma semplificato pubblicato nel 2015 da Derange et al.:
|  | Mesembriornis milneedwardsi                                |
|  |                                                            |
|  | \| \| Llallawavis \| \| \| \| \| \| Procariama \| \| \| \| |
|  |                                                            |
|  | Llallawavis                                                |
|  |                                                            |
|  | Procariama                                                 |
|  |                                                            |

|  | Llallawavis |
|  |             |
|  | Procariama  |
|  |             |

|  | Mesembriornis milneedwardsi                                |
|  |                                                            |
|  | \| \| Llallawavis \| \| \| \| \| \| Procariama \| \| \| \| |
|  |                                                            |
|  | Llallawavis                                                |
|  |                                                            |
|  | Procariama                                                 |
|  |                                                            |

|  | Llallawavis |
|  |             |
|  | Procariama  |
|  |             |

|  | Mesembriornis milneedwardsi                                |
|  |                                                            |
|  | \| \| Llallawavis \| \| \| \| \| \| Procariama \| \| \| \| |
|  |                                                            |
|  | Llallawavis                                                |
|  |                                                            |
|  | Procariama                                                 |
|  |                                                            |

|  | Llallawavis |
|  |             |
|  | Procariama  |
|  |             |

|  | Mesembriornis milneedwardsi                                |
|  |                                                            |
|  | \| \| Llallawavis \| \| \| \| \| \| Procariama \| \| \| \| |
|  |                                                            |
|  | Llallawavis                                                |
|  |                                                            |
|  | Procariama                                                 |
|  |                                                            |

|  | Llallawavis |
|  |             |
|  | Procariama  |
|  |             |

|  | Mesembriornis milneedwardsi                                |
|  |                                                            |
|  | \| \| Llallawavis \| \| \| \| \| \| Procariama \| \| \| \| |
|  |                                                            |
|  | Llallawavis                                                |
|  |                                                            |
|  | Procariama                                                 |
|  |                                                            |

|  | Llallawavis |
|  |             |
|  | Procariama  |
|  |             |

|  | Mesembriornis milneedwardsi                                |
|  |                                                            |
|  | \| \| Llallawavis \| \| \| \| \| \| Procariama \| \| \| \| |
|  |                                                            |
|  | Llallawavis                                                |
|  |                                                            |
|  | Procariama                                                 |
|  |                                                            |

|  | Llallawavis |
|  |             |
|  | Procariama  |
|  |             |

|  | Mesembriornis milneedwardsi                                |
|  |                                                            |
|  | \| \| Llallawavis \| \| \| \| \| \| Procariama \| \| \| \| |
|  |                                                            |
|  | Llallawavis                                                |
|  |                                                            |
|  | Procariama                                                 |
|  |                                                            |

|  | Llallawavis |
|  |             |
|  | Procariama  |
|  |             |

|  | Mesembriornis milneedwardsi                                |
|  |                                                            |
|  | \| \| Llallawavis \| \| \| \| \| \| Procariama \| \| \| \| |
|  |                                                            |
|  | Llallawavis                                                |
|  |                                                            |
|  | Procariama                                                 |
|  |                                                            |

|  | Llallawavis |
|  |             |
|  | Procariama  |
|  |             |